# سنديان طابوري نويع كبير الحراشف

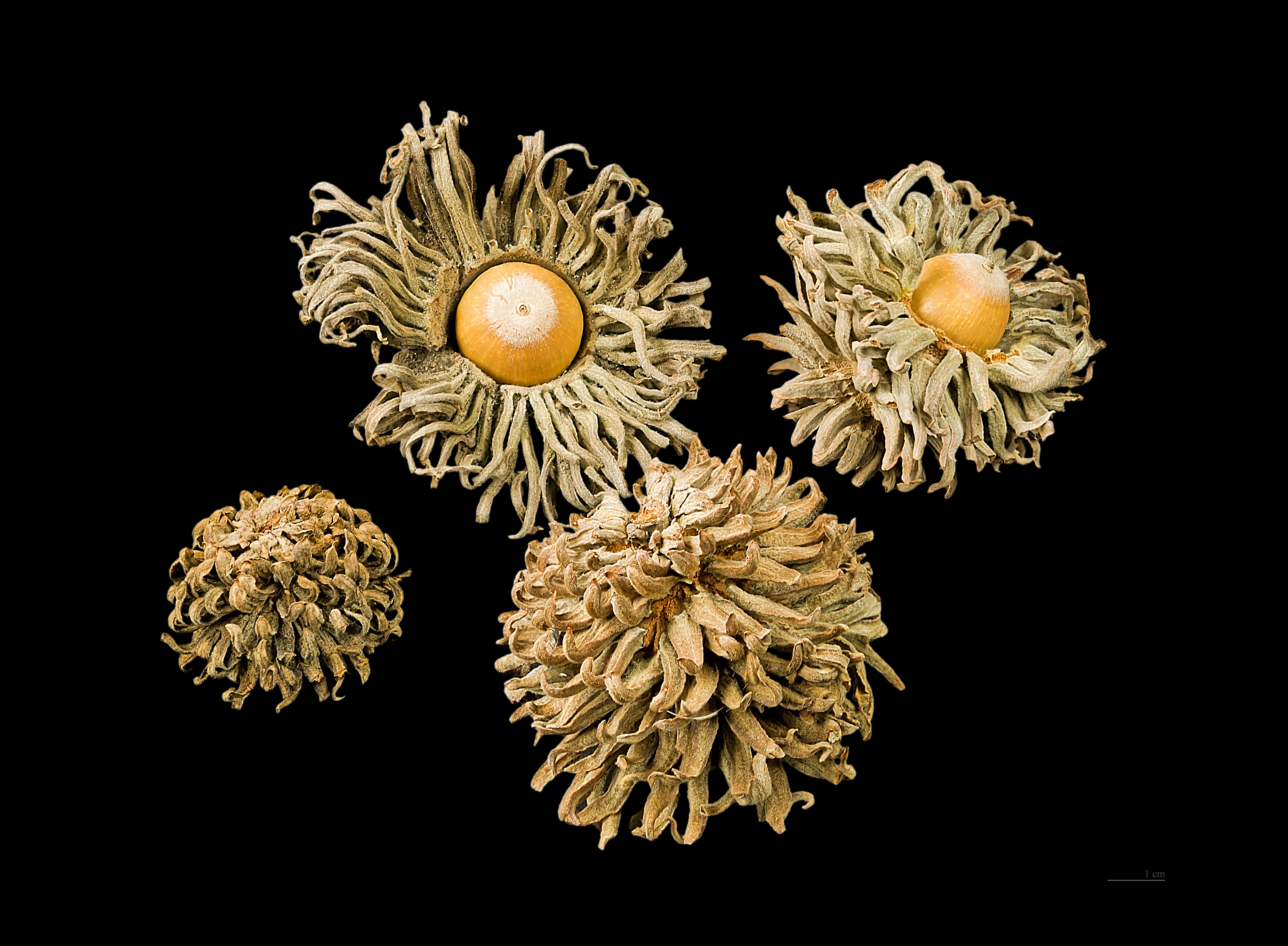
Quercus ithaburensis ssp.macrolepis

السنديان العادي نوع نباتي من جنس السنديان.

## البيئة والانتشار
موطنه جبال غرب المشرق العربي وجنوب تركيا والبلقان.

## الوصف النباتي
الأشجار ضخمة ومعمرة.